# Cuatro meses después...
"Cuatro meses después..." (titulado "Four Months Later..." en el original inglés) es el primer capítulo de la segunda temporada de la serie de televisión Héroes. El capítulo está dirigido por Greg Beeman y escrito por Tim Kring.
El capítulo consiguió en Estados Unidos una audiencia de 14,1 millones de espectadores.

## Resumen
El episodio cuenta los hechos cuatro meses después del final de la primera temporada.
Mohinder Suresh da una conferencia sobre el virus que afectó a su hermana Shanti en El Cairo, Egipto. Al finalizar le aborda un agente de La Compañía ofreciéndole trabajo. Este trabajo consiste en investigar sobre el virus para conseguir un antídoto.
En San Cristóbal, Honduras, Maya y Alejandro Herrera son fugitivos de la policía e intentan ir hacia la frontera estadounidense, buscando a Chandra Suresh. Quieren que él cure los poderes de Maya, que mata a la gente de una extraña forma sin querer.
En Costa Verde, California, Noah Bennet acompaña a su hija al nuevo instituto de esta. Noah ha encontrado trabajo en una papelería y ahora él y su familia huyen de La Compañía. En clase, Claire conoce a un chico llamado West.
En 1671, a las afueras de Kioto, Hiro Nakamura se encuentra en una batalla entre un ejército y Takezo Kensei, un héroe japonés. El cielo se oscurece a causa de un eclipse. Hiro paraliza el tiempo y se lleva a Takezo de allí. Éste resulta ser un cazarrecompensas inglés. Hiro le intenta ayudar a ser un héroe, incitándole a rescatar a la hija del herrero, su enamorada según la leyenda.
En Manhattan, Matt Parkman realiza unas pruebas para entrar en la policía de nuevo, las cuales aprueba. Ahora vive con Molly Walker, y se ha divorciado de su mujer. La profesora de Molly le enseña unos dibujos con el símbolo de la Hélice. La niña tiene constantes pesadillas con el hombre que puede verla.
En Nueva York, Ando Masahashi y Kaito Nakamura hablan de la desaparición de Hiro cuando encuentran una foto de Kaito con una hélice pintada dentro del periódico. Kaito dice que eso significa que va a morir. Ángela Petrelli también recibe una igual.
Nathan Petrelli y su madre discuten. Nathan sobrevivió a sus quemaduras y abandonó a su mujer e hijos, así como su puesto en el congreso, esperando la vuelta de Peter, al que todos creen muerto. Además, Nathan se ve a sí mismo con quemaduras cuando se mira al espejo.
Mohinder Suresh llama a Noah Bennet, diciéndole lo del trabajo con La Compañía. Todo resulta ser un plan de los dos, que esperaba que La Compañía localizara a Mohinder.
En la azotea de Charles Deveaux, Kaito Nakamura es atacado por alguien que conoce. Ando es testigo de cómo el hombre encapuchado se abalanza sobre Kaito y caen del edificio.
En Cork, Irlanda, unos ladrones entran en un barco para robar un contenedor de él. En el contenedor encuentran a un hombre. Este hombre es Peter Petrelli, que no recuerda nada.